# Love Me Like You
Singles de Little Mix
Black Magic
(2015) Secret Love Song
(2016)
Love Me Like You est une chanson du groupe britannique Little Mix, sortie le 25 septembre 2015, produite par Steve Mac, qui l'a coécrite avec Iain James, Camille Purcell et James Newman et publiée sur leur troisième album Get Weird.

## Contexte
Le groupe annonce le 9 septembre 2015 que le single est le deuxième de l'album, qu'il est disponible en pré-commande le 11 septembre et il est publié par les labels Syco Music et Columbia Records en Irlande et au Royaume-Uni le 25 septembre,.

## Composition
Love Me Like You est décrite comme une chanson pop rétro, offrant une ode au doo-wop des années 60, d'une durée de trois minutes et dix-sept secondes,. La chanson est composée dans la tonalité de sol majeur et avec un tempo de 106 bpm. L'instrumentation est assurée par des pianos, des cloches et un saxophone ténor. L'utilisation de percussions donne au morceau un style plus moderne. Pendant la chanson, la voix des membres du groupe s'étend sur une octave, allant de la note basse D4 à la note haute E5. 

La chanson commence avec le groupe chantant « Sha la la la » sur fond de pianos, les paroles parlent de l'amour naissant, alors qu'elles chantent avec nostalgie,: 
« Last night I lay in bed so blue / Cause' I realized the truth/ They can't love me like you / I tried to find somebody new / Baby they ain't got a clue/ Can't love me like you »
« La nuit dernière, je me suis couchée dans mon lit si triste / Parce que j'ai réalisé la vérité / Ils ne peuvent pas m'aimer comme toi / J'ai essayé de trouver quelqu'un de nouveau / Baby ils ne savent pas / Ils ne peuvent pas m'aimer comme toi »
. Le rédacteur de Fuse TV, Jeff Benjamin, décrit la chanson comme un rappel du groupe The Ronettes, mais avec une touche plus moderne, soulignant la phrase comme un exemple : 
« They try to romance me but you got that nasty and that's what I want »
« Ils essaient de me séduire, mais tu es désagréable et c'est ce que je veux »
 Il existe une version Noël de la chanson qui comprend des cloches d'église et des clochettes. 

## Certifications
| Pays        | Certification | Unités  | Référence |
| ----------- | ------------- | ------- | --------- |
| Brésil      | Platine       | 60 000  | [ 10 ]    |
| Royaume-Uni | Platine       | 600 000 | [ 11 ]    |